# معماری میان‌رودان

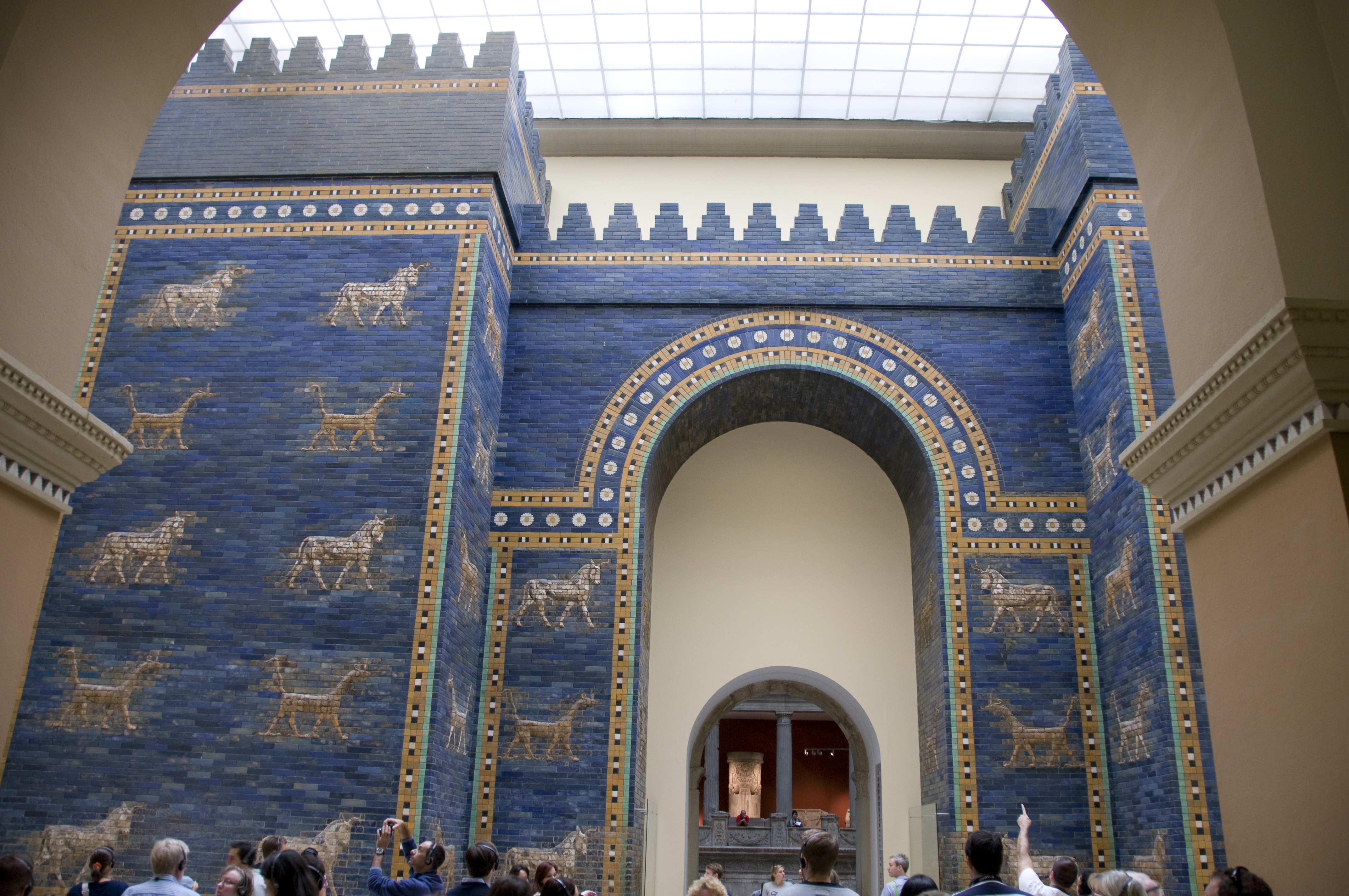
بازسازی دروازه ایشتار در بابل، موزه پرگامون برلین

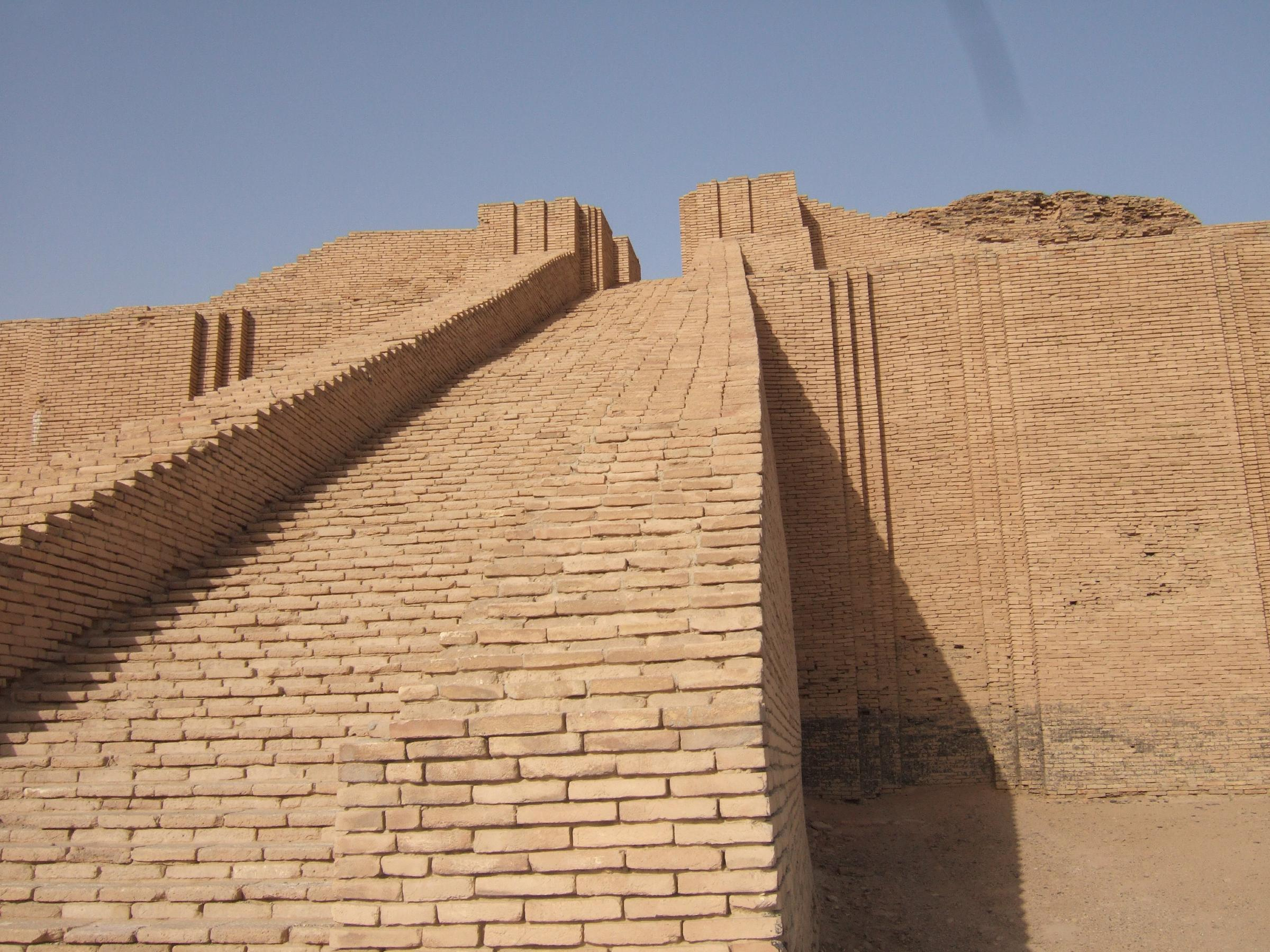
بازسازی یک زیگورات در عراق

معماری میان‌رودان به معماری باستانی منطقهٔ میان‌رودان بین دو رود دجله و فرات اشاره دارد. از دستاوردهای این دوره معماری باید از برنامه‌ریزی شهری، خانه حیاط مرکزی، و زیگورات‌ها نام برد. در میان‌رودان باستان حرفهٔ معماری هنوز به وجود نیامده بود ولی دیوانداران ساختمان‌ها را پیش از شروع به کار طراحی می‌کردند و روند ساخت را مدیریت می‌نمودند.

## پیش‌زمینه
با وقوع انقلاب نوسنگی در خاور نزدیک، جوامع شکارچی-گردآورنده به «یک‌جانشینی» و «اهلی کردن» (کشاورزی و دامداری) روی آوردند. بعدها در جریان انقلاب شهرنشینی، این جوامع روستایی کوچک، فاقد سواد نوشتن، و وابسته به کشاورزی و روابط خویشاوندی، تبدیل به جوامع بزرگ و پیچیده شهری می‌شوند. در انقلاب نوسنگی رابطهٔ انسان با طبیعت دستخوش تغییر شد ولی در انقلاب شهرنشینی بر رابطه انسان با طبیعت تأثیری نگذاشت، بلکه تأثیر آن در رابطه انسان‌ها با یکدیگر بود.
مفهوم شهر در حضور جمعیتی تعریف می‌شود که رابطهٔ ایشان نسبت به یکدیگر فرای رابطه‌های معمول خویشاوندی است.
سازمان یافتن این جمعیت گسترده در اثر مزیت مازاد غذایی (جاذبه) یا دفاع دربرابر تهدیدهای خارجی (دافعه) بوده‌است.
گستردگی جمعیت به افراد امکان تقسیم کار را می‌دهد که خود سبب مازاد بیشتر غذا یا دفاع بهتر (ایجاد سربازان حرفه‌ای و قشون‌های نظامی) می‌شود.
با به‌وجود آمدن سازمان‌ها عده‌ای اندک که مسئول کارهایی خاص بوده‌اند زمام امور شهری را در دست می‌گیرند و به این شکل سلسله مراتب به وجود می‌آید.

### فهرست پانویس
- Kostof, S.; Castillo, G. (1995). A history of architecture: settings and rituals. Oxford University Press. ISBN 978-0-19-508378-1. Retrieved 2018-09-02.
- مشارکت‌کنندگان ویکی‌پدیا. «Architecture of Mesopotamia». در دانشنامهٔ ویکی‌پدیای انگلیسی، بازبینی‌شده در ۲۳ ژوئیه ۲۰۱۷.

- Gwendolyn Leick; Heather D. Baker (2 June 2009). "The Urban Form in First Millennium BC Babylonia.". The Babylonian World. Routledge. pp. 66–. ISBN 978-1-134-26128-4.
- Baker, Heather D. "Works of Heather D. Baker at the University of Toronto". Retrieved 19 June 2015.
- Crawford, Harriet E. W. (2004). Sumer and the Sumerians. انتشارات دانشگاه کمبریج. p. 252. ISBN 0-521-53338-4.
- Downey, Susan B. (1988). Mesopotamian Religious Architecture: Alexander Through the Parthians. Princeton NJ: Princeton University Press. p. 197. ISBN 0-691-03589-X.[پیوند مرده]
- Harmansah, Ömür (2007-12-03). "The Archaeology of Mesopotamia: Ceremonial centers, urbanization and state formation in Southern Mesopotamia". Archived from the original on 12 July 2012. Retrieved 2008-08-11.
- Kostof, Spiro (1995). A history of architecture: settings and rituals. New York: Oxford University Press. p. 792. ISBN 0-19-508378-4.
- Mendenhall, George; Herbert Bardwell Huffmon; Frank A. Spina; Alberto Ravinell Whitney Green (1983). The Quest for the Kingdom of God: Studies in Honor of George E. Mendenhall. Eisenbrauns. p. 316. ISBN 0-931464-15-3.
- Pollock, Susan (1999). Ancient Mesopotamia: The Eden that Never was. Cambridge University Press. p. 259. ISBN 0-521-57568-0.